# Amblystegiella densissima
Amblystegiella densissima là một loài Rêu trong họ Amblystegiaceae. Loài này được (Cardot) Broth. mô tả khoa học đầu tiên năm 1908.